# Francesca
Francesca este un film românesc din 2009 regizat de Bobby Păunescu. Rolurile principale au fost interpretate de actorii Monica Bîrlădeanu, Dorian Boguță, Luminița Gheorghiu.

## Distribuție
Distribuția filmului este alcătuită din:
- Dragoș Marinescu — Fane
- Monica Mihăescu — Directoarea
- Mioara Curechian Ifrim — Fata din pasaj
- Mihai Dorobanțu — Remulus
- Gabriel Spahiu — Șofer autocar
- Dana Dogaru — Doamna Elena
- Alina Berzunțeanu — Magda
- Ionel Papuc — Codrin
- Ionel Cojocea — Frază
- Ion Besoiu — Bunicul
- Livia Dilă — Femeia din Primărie
- Katy Balcă — Secretara
- Dorian Boguță — Miță
- Ioana Diaconescu — Prietena din bar
- Ionuț Simionescu — Șef autogară
- Iulian Postelnicu — Mihai
- Monica Bîrlădeanu — Francesca
- Luminița Gheorghiu — Ana, mama Francescăi
- Ion Sapdaru — Pandele
- Teodor Corban — Ion, tatăl Francescăi
- Dan Chiriac
- Cuzin Toma — Marcel
- Isabela Neamțu — Maria
- Carmen Fulger — Cristina
- Doru Ana — Nașul

## Primire
Filmul a fost vizionat de 13.186 de spectatori în cinematografele din România, după cum atestă o situație a numărului de spectatori înregistrat de filmele românești de la data premierei și până la data de 31 decembrie 2014 alcătuită de Centrul Național al Cinematografiei.